# Jonathan Sacks
Jonathan Henry Sacks, în prezent Baron Sacks of Aldgate, Kt (în ebraică: Yaakov Tzvi Sacks; n. 8 martie 1948, County of London⁠(d), Anglia, Regatul Unit – d. 7 noiembrie 2020, Londra, Anglia, Regatul Unit) a fost un rabin britanic, teolog și cercetător al filozofiei iudaice.
Sacks a fost Șef Rabin al Congregațiilor Ebraice Unite din Commonwealthul britanic între anii 1991-2013, al șaselea în această funcție începând din anul 1845. Ca păstor spiritual al lui United Synagogue, cea mai mare federație de comunități evreiești din Marea Britanie, el a fost practic Șef rabinul acestor comunități evreiești ortodoxe.  
Ca Șef rabin ortodox, Sacks a îndeplinit și funcția de Președinte (Av Beit Din) al Tribunalului religios iudaic (Beit Din) din Londra.
După retragerea din postul de Șef Rabin, ca rabin emerit, Sacks s-a ocupat cu scrisul, a ținut conferințe, și a depus o intensă activitate academică. A fost profesor de gândire iudaică la Universitatea din New York și la Yeshiva University , de asemenea profesor de drept, etică și Biblie la King's College din Londra.

## Biografie
Jonathan Henry Sacks s-a născut la Londra ca unicul fiu al unui cuplu de evrei - Louis Sacks și Louise (Libby), născută Frumkin. Străbunicul său din partea mamei a fost rabinul lituanian Arie Leib Frumkin (1845 - 1916) fondatorul așezării Petah Tikva din Israel 
Sacks a studiat la școala primară St.Mary, apoi la liceul Colegiului Christ's College din East Finchley, la Colegiul Gonville and Caius al Universității Cambridge, la New College al Universității Oxford, la King's College al Universității din Londra și la Școala de Studii Iudaice din Londra. În afară de aceasta  a studiat la înalta școală talmudică Yeshivat Etz Haim din Londra. 
A terminat doctoratul in filozofie la King's College din Londra.
Rabinul Sacks este căsătorit cu Eilaine, născută Taylor, și are trei copii. O fiică a sa, Gila Sacks, a fost consilieră a premierului britanic Gordon Brown.

## Concepții

### „Nici o credință nu are monopolul asupra adevărului spiritual”
În cartea The Dignity of Difference  rabinul Sacks a susținut că iudaismul ar fi unica religie monoteistă care nu pretinde că are monopolul asupra religiei. A scris despre necesitatea exorcizării spiritului platonic, adică a eliberării gândirii occidentale de afirmația după care ar exista un singur adevăr universal și că toți oamenii ar fi identici. Dupa părerea sa, aceste idei stau la baza războaielor religioase, a Jihadului și al ideologiilor totalitare, și a suferințelor groaznice pe care le-au provocat, și ele vor putea transforma globalizația într-un fenomen ucigător  de culturi locale si de tradiții unice.
După publicarea cărții, un grup de rabini ultraoortodocși, între care Yosef Shalom Eliashiv si Betzalel Rakow, l-au acuzat pe Sacks de „erezie” . După ei, unele afirmații din carte pot fi interpretate ca sprijinirea unui pur relativism în raport cu religiile, după care iudaismul nu ar fi singura religie adevărată.
În prefața la a doua ediție a cărții, Sacks a scris că unele pasaje din carte au fost răstălmăcite: el a criticat explicit relativismul cultural și relativismul religios, și nu a negat caracterul unic al iudaismului. In schimb, a accentuat învățăturile rabinice dominante în iudaism, după care înțelepciunea, dreptatea și posibilitatea unei bune relații cu Dumnezeu sunt cu totul accesibile culturilor și religiilor non-iudaice, ca moștenire a legământului dintre Dumnezeu și Noe și toți urmasii acestuia. Prin aceasta, tradiția iudaică arată ca nu este nevoie să fii evreu ca să cunoști pe Dumnezeu sau adevărul sau să ajungi la mântuire. Așa cum implică diversitatea legăturilor prin acest legământ, sursele traditionale iudaice neagă în mod clar monopolul unei credințe  asupra adevărului spiritual. Sacks caracterizează pretențiile monopoliste și simpliste asupra posesiei adevărului spiritual, drept imperialiste, păgâne și ”platonice”, și in nici un fel iudaice. Cartea s-a bucurat de aprecieri în lume, fiind onorată cu premiul Grawemeyer pentru religie pe anul 2004.

## Premii și onoruri
- 2004 Premiul Grawemeyer la domeniul religie, - pentru cartea sa Dignity of Difference
- 2005 Regina i-a conferit titlul de cavaler
- 2009 A fost primit în Camera Lorzilor cu titlul pe viață de Baron Sacks of Aldgate in the City of London
- 2015 - Premiul Național al Cărții Evreiești în America pentru cartea Not in God's Name
- 2016 Premiul Templeton

A fost doctor honoris causa al Universităților Cambridge, Glasgow, Haifa, Middlesex, Yeshiva University, Liverpool și St.Andrews.
De asemenea a fost membru de onoare al colegiilor Gonville and Caius și King's College din Londra.

## Scrieri
- Traditional alternatives: Orthodoxy and the future of the Jewish people (1989)
- Tradition in an Untraditional Age (1990)
- Persistence of Faith (1991)
- Arguments for the Sake of Heaven (1991)
- Crisis and Covenant (1992)
- One People? (1993)
- Will We Have Jewish Grandchildren? (1994)
- Community of Faith (1995)
- Torah Studies: Discourses by Rabbi Menachem M. Schneerson (1996)
- The Politics of Hope (1997 revised 2nd edition 2000)
- Morals and Markets (1999)
- Celebrating Life (2000)
- Radical Then, Radical Now (published in America as A Letter in the Scroll) (2001)
- Dignity of Difference, (2002)
- The Chief Rabbi's Haggadah (2003)
- To Heal a Fractured World - The Ethics of Responsibility (2005)
- The Home We Build Together - Recreating Society (2007)
- The Koren Sacks Siddur (2009)
- Future Tense: Jews, Judaism, and Israel in the Twenty-first Century (2009)
- Covenant & Conversation: A Weekly Reading of the Jewish Bible (2010)
- The Great Partnership: God Science and the Search for Meaning (Hodder & Stoughton, 2011)
- The Koren Sacks Rosh Hashana Mahzor (Koren, 2011)
- The Koren Sacks Yom Kippur Mahzor (Koren, 2012)
- The Koren Sacks Pesach Mahzor (Koren, 2013)
- Covenant & Conversation: Leviticus, the Book of Holiness (Koren, 2015)
- Not in God's Name: Confronting Religious Violence (Hodder & Stoughton, 2015)